# Hofanlage Heiligenberg 4
Die Hofanlage Heiligenberg 4 in Bruchhausen-Vilsen-Heiligenberg, südlich des Kernortes beim ehemaligen Forsthaus (heute Hotel), stammt aus dem 18. Jahrhundert. Das Haupthaus wird heute als Wohnhaus genutzt.
Die Gebäude stehen unter Denkmalschutz (siehe auch  Liste der Baudenkmale in Bruchhausen-Vilsen).

## Geschichte

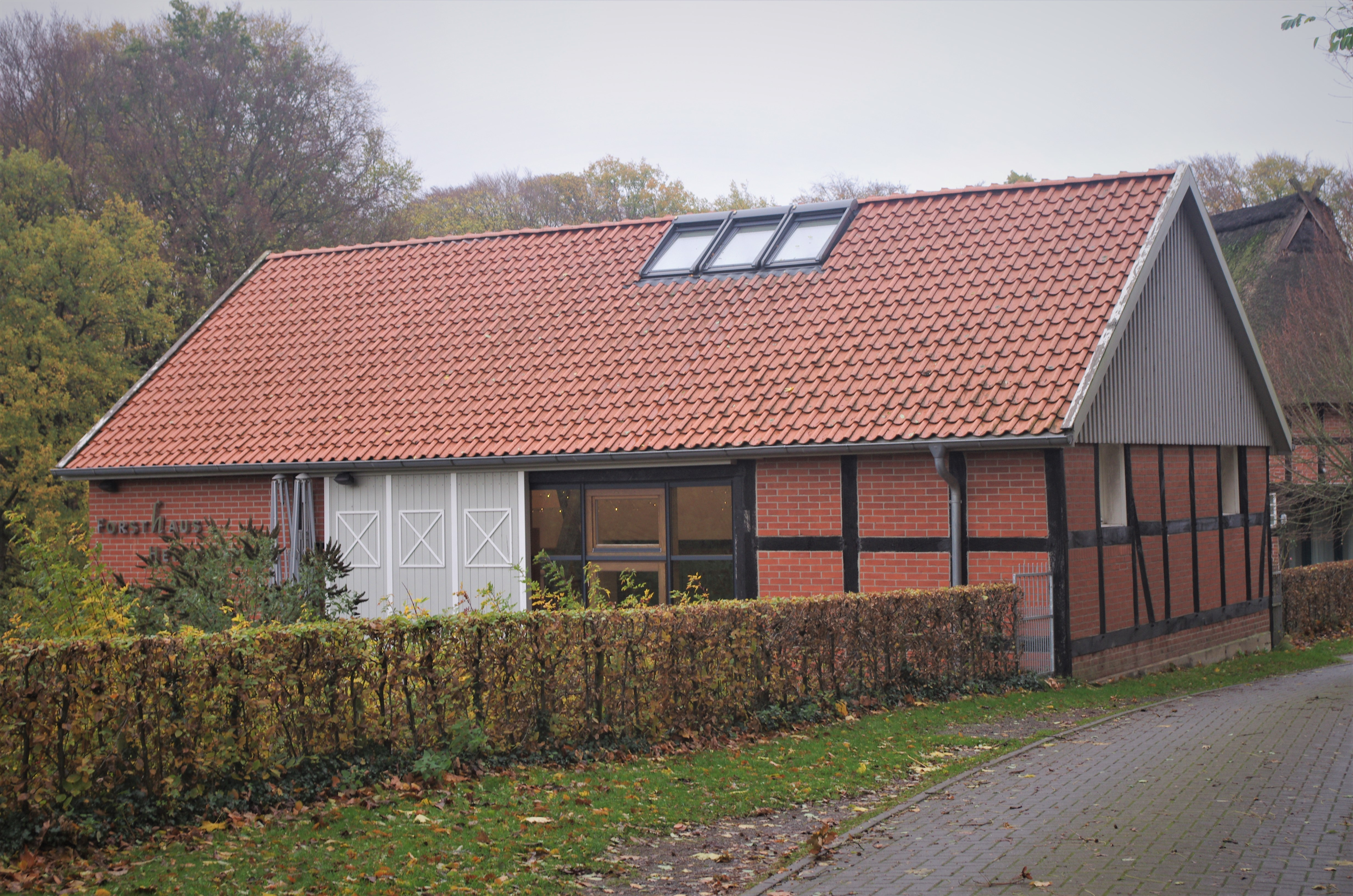
Scheune

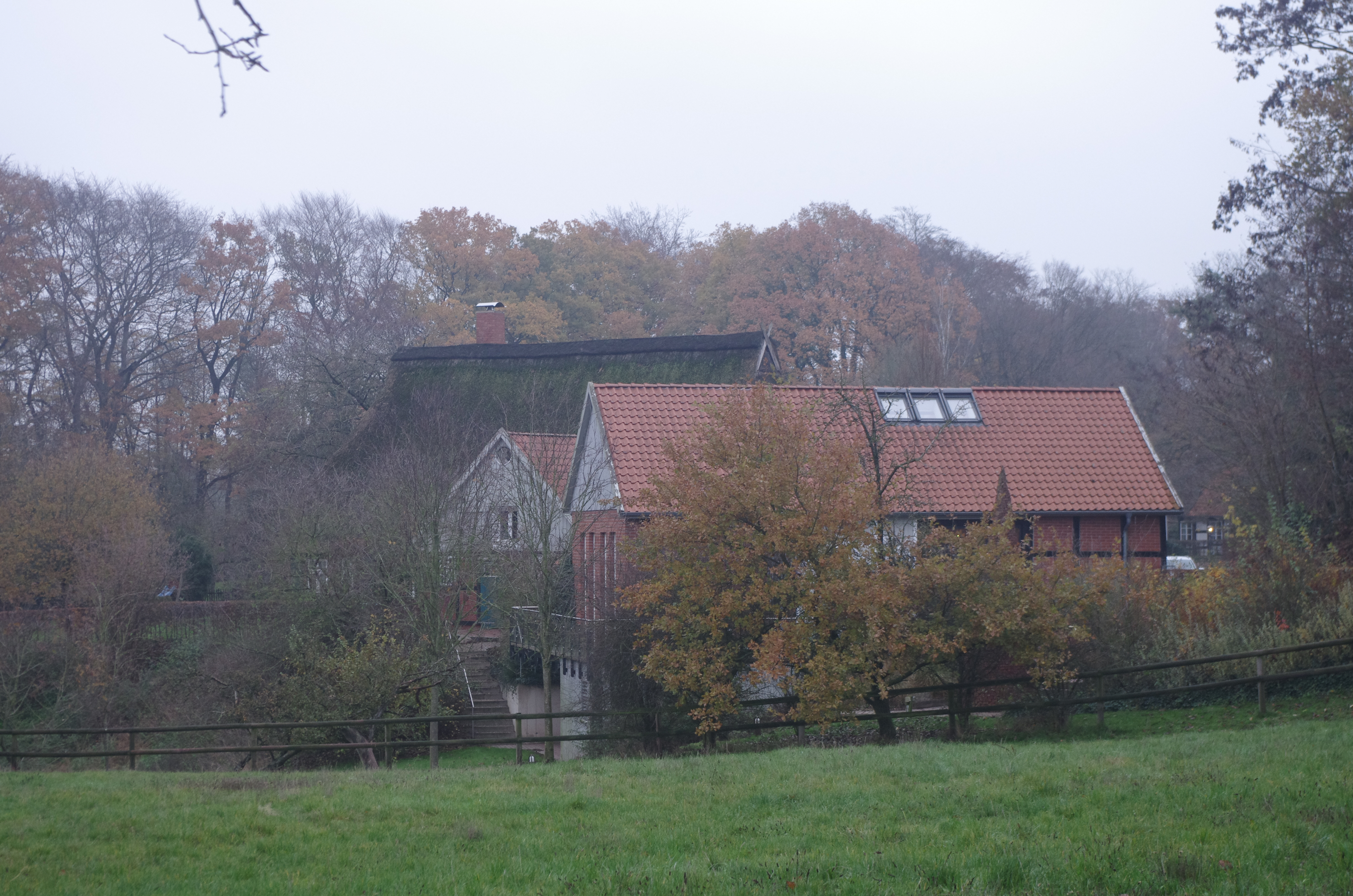
Hofanlage

Die Hofanlage vom 18. Jahrhundert besteht aus
- dem giebelständigen sanierten Wohn- und Wirtschaftsgebäude in Fachwerk mit Steinausfachungen und Krüppelwalmdach mit Uhlenloch und niedersächsischem Pferdeköpfen sowie einem Anbau mit einer Büronutzung des Hotels,
- der Scheune in Fachwerk mit Satteldach; sie wird heute als Tagungsraum des benachbarten Hotels genutzt,
- einem nicht denkmalgeschützten Nebengebäude.

Das Haus bewohnte zuvor und seit den 1930er Jahren die Familie Brünjes und danach Brüning.
Das benachbarte Forsthaus Heiligenberg war in der zweiten Hälfte des 17. Jahrhunderts ein beliebter Ort für Jagdgesellschaften und Zusammenkünfte, u. a. der Herzöge von Braunschweig-Lüneburg. Auch der Ringwall mit dem Kloster Heiligenberg befindet sich in der Nähe.